# Carmen Dell’Orefice
Carmen Dell’Orefice (ur. 3 czerwca 1931 w Nowym Jorku) – amerykańska modelka.

## Kariera
Została zauważona przez żonę znanego fotografa mody Hermana Landschoff'a w 1944 roku, jadąc autobusem na lekcje baletu. Miała wówczas 13 lat. Bardzo szybko nawiązała współpracę z innymi liczącymi się ludźmi w branży modowej.
Prawdziwy przełom w jej karierze nastąpił w 1946 roku – ozdobiła okładkę amerykańskiej edycji magazynu Vogue.
Początkowo pojawiała się na wybiegach Nowego Jorku, a w latach 50. XX wieku dotarła do Paryża i Londynu. Tam dostrzeżono jej talent.
W latach 60. XX wieku nawiązał z nią współpracę kataloński malarz Salvador Dali, którego została muzą.
Stała się jedną z ulubionych modelek takich projektantów, jak: Carmen Marc Valvo, Christian Dior, Jean-Paul Gaultier, Moschino, Donna Karan, Thierry Mugler oraz firmy odzieżowej Hermès, z którymi do dzisiaj współpracuje, pozostając główną modelką.
W ciągu ponad 60 lat swej kariery ozdabiała okładki międzynarodowych wydań: Elle, Vogue i Harper's Bazaar. Brała udział również w licznych kampaniach reklamowych, m.in.:Banana Republic, Elizabeth Arden, Gap Inc., Lancaster, Rolex, Sergio K, Target. Współpracowała z takimi fotografami mody jak: Irving Penn, Gleb Derujinsky, czy Richard Avedon.
W dniu 19 lipca 2011 roku otrzymała tytuł doktora honoris causa Akademii Sztuk Pięknych w Londynie, w uznaniu jej wkładu w branży mody.

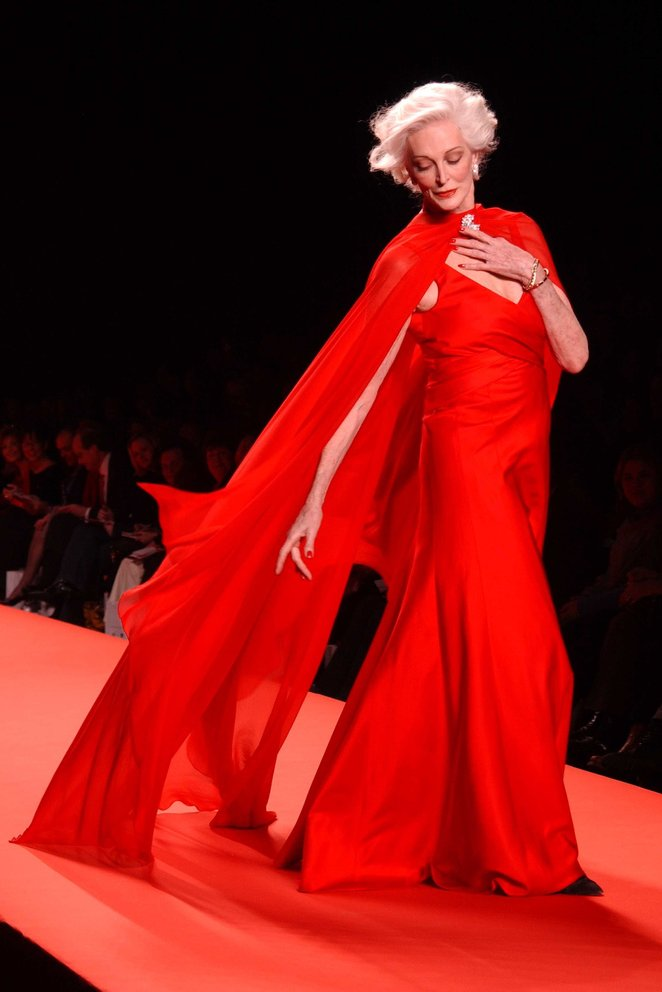
Carmen Dell’Orefice w 2005 roku w czerwonej sukni kolekcji modowej The Heart Truth